# التنبرانزلار
التنبرانزلار (به آلمانی: Altenbrunslar) یک منطقهٔ مسکونی در آلمان است که در هسن واقع شده‌است.

## خصوصیات
التنبرانزلار ۳۰۶ نفر جمعیت دارد.